# Vijayanagara
Vijayanagara (du sanskrit : विजयनगर, « Cité de la Victoire »), aussi connue en français sous les noms de Bisnaga ou Bisnagar, et de Narsingue, est une ancienne cité qui fut la capitale du royaume de Vijayanagara. Elle est située dans le sud de l'Inde, dans la région du Deccan et au nord-est de l'actuel l'État du Karnataka.

## Histoire
Elle a été fondée en 1336. À son apogée, l'empire dont elle était la capitale était plus grand que l'Autriche impériale. De nombreux voyageurs l'ont décrite comme remarquable pour sa taille et sa prospérité : « La ville qui avait la richesse et la magnificence avec lesquelles aucune capitale européenne ne pouvait se comparer »,.
Au XVIe siècle, Hampi-Vijayanagara était la deuxième ville la plus peuplée du monde (après Beijing) et probablement la plus riche d'Inde, attirant les marchands de Perse et du Portugal,.
La ville fut fondée par Harihara Ier et Bukka, les frères Sangama. Elle connaît son déclin en 1565 à la suite de la bataille de Talikota, qui oppose la coalition des sultanats du Deccan au royaume de Vijayanagara, et perdue par ce dernier. La ville, exposée à des pillages et des destructions intenses, ne s'en relèvera pas, bien que timidement repeuplée un temps après son sac. Le royaume de Vijayanagara connaît un affaiblissement de son pouvoir et une fragmentation de son territoire, déplaçant progressivement ses dirigeants dans des régions plus méridionales et orientales. Bisnagar devient en conséquence une ville fantôme quasiment oubliée, reconquise par la nature.
C'est à partir de la fin du XVIIIe siècle qu'elle est mise en lumière par le colonel Colin Mackenzie, un officier de la Compagnie britannique des Indes orientales et un antiquaire, qui explore la région. Il visite et étudie le site en 1799, en élabore un plan, fait réaliser quelques aquarelles des vestiges et collecter des manuscrits liés. Tout au long du XIXe siècle, les ruines attirent des visiteurs, dont des photographes qui contribuent à la documentation de la cité. Vijayanagara reste néanmoins très isolée et globalement peu explorée jusque dans les années 1970. Les ruines de Vijayanagara, associées aujourd'hui à la localité de Hampi, ont été inscrites par l'UNESCO au Patrimoine mondial en 1986. Vijayanagara est située dans la partie orientale de l'État du Karnataka, proche de la frontière avec l'Andhra Pradesh,.

## Origines
Hampi est une ancienne cité, mentionnée dans des textes hindous, riche de temples et monuments pré-Vijayanagara . La capitale a été fondée autour des lieux de cultes hindous, Pampa Tirtha et Kishkinda qui existaient déjà à Hampi. Le nom du centre de la ville, Hampi, provient de Pampa, l'autre nom de la déesse Parvati dans la mythologie hindoue. D'après le Sthala Purana (chronique de temple), Parvati (Pampa) a mis en œuvre un mode de vie d'ascète pour faire revenir Shiva sur les bords de la rivière Tungabhadra, sur la colline Hemakuta qui fait maintenant partie de Hampi. Shiva est aussi appelé Pampapati (littéralement « époux de Pampa »). La rivière est venue à être connue sous le nom de rivière Pampa.